# Melanophthalma seminigra
Melanophthalma seminigra är en skalbaggsart som beskrevs av Belon 1885. Melanophthalma seminigra ingår i släktet Melanophthalma, och familjen mögelbaggar. Arten förekommer tillfälligt i Sverige, men reproducerar sig inte.